# 8044 Tsuchiyama
8044 Tsuchiyama este un asteroid din centura principală de asteroizi.

## Descriere
8044 Tsuchiyama este un asteroid din centura principală de asteroizi. A fost descoperit pe 28 decembrie 1994 la Ōizumi de Takao Kobayashi. El prezintă o orbită caracterizată de o semiaxă mare de 2,40 ua, o excentricitate de 0,13 și o înclinație de 2,5° în raport cu ecliptica.